# Vjeruj u ljubav
Vjeruj u ljubav naziv je četvrtog studijskog albuma Olivera Dragojevića izdanog 1979. godine.

## Popis pjesama
Glazba: Zdenko Runjić, aranžman Stipica Kalogjera.
| 1.    | »Vjeruj u ljubav« (gosti Pepel in kri / Split '79) | Zdenko Runjić  | 3:53 |
| 2.    | »Vagabundo«                                        | Jakša Fiamengo | 3:09 |
| 3.    | »Ostavljam te samu«                                | Jakša Fiamengo | 5:09 |
| 4.    | »Ljubav je tvoja kao vino«                         | Krste Juras    | 4:15 |
| 5.    | »Ključ života« (Zagreb '78)                        | Zdenko Runjić  | 3:58 |
| 6.    | »Danijela« (Vaš šlager sezone '79)                 | Zdenko Runjić  | 3:29 |
| 7.    | »Nocturno« (Beogradsko proljeće '79)               | Jakša Fiamengo | 3:48 |
| 8.    | »Sat klavira«                                      | Jakša Fiamengo | 3:38 |
| 9.    | »Balada o ćaćinom satu«                            | Krste Juras    | 4:50 |
| 10.   | »Mors amoris«                                      | Zdenko Runjić  | 4:38 |
| 40:47 |                                                    |                |      |

## Suradnici na albumu
1979. LP
- Stipica Kalogjera - dirigent i producent
  - "Danijela" (6) snimljena u studiju RTV Sarajevo, dirigent Ranko Rihtman
- Franjo Berner - ton majstor
- Ivan Ivezić - likovna oprema i dijapozitivi
- Ante Verzotti - dijapozitivi
- Vinko Bačević - slike

2006. reizdanje u box setu Oliver 1
- Želimir Babogredac - izdavač i urednik
- Anđelko Preradović - urednik
- Goran Martinac - digital remastering
- Nikša Martinac - redizajn
- Marija Šimun, Željko Erceg, Siniša Škarica, Vibor Roje i Tomislav Varga suradnici na reizdanju

2009. CD reizdanje
- Želimir Babogredac - izdavač i urednik
- Anet Lesić - urednik
- Goran Martinac - digital remastering
- Nikša Martinac - redizajn

## Vanjske poveznice
- Vjeruj u ljubav